# 张磊 (1972年)
张磊（1972年12月12日—），河南驻马店人，中国商人和投资人。

## 生平

### 早年生涯
1972年12月12日，张磊出生在河南省驻马店专区火车站旁的一个双职工家庭。父親是外貿局公務員，母親是律師。小时候，张磊成绩平平，唯有体育还好，他喜欢踢球和游泳。因家中一名亲戚在驻马店图书馆工作，忙碌的父母把他安置在亲戚那，使他在那读了许多书籍，包括武侠小说、散文诗歌、人物传记以及学术书籍。其中，《静静的顿河》中一句话给他印象最深：“人们正在那里决定自己的和别人的命运，我却在这儿牧马。怎么能这样呢？应该逃走，不然我就会越陷越深，不能自拔。”因住在火车站旁，张磊从小就做起了生意，在火车站“摆地摊”，搞“流动借书站”，租借连环画（小人书）给旅客，为了拓展生意，还搞起了“捆绑销售”“套餐服务”——租5本书就送水、送零食。高三暑假时，张磊的租书卖书生意发展到了京广铁路的火车上，并且组建了一个五六人的小团队。1990年，张磊从驻马店高级中学毕业，考入中国人民大学财政金融系（今财政金融学院），为河南省高考文科状元。上大学前，为了体验生活，张磊去了一个建筑工地做了一个月砖瓦工。

### 大学生涯
1991年，在中国人民大学，张磊第一次接触“投资”，他热衷于参加各种实践活动，追求调查研究将理论知识和社会现实结合。其中最著名的是调查北京牡丹电视机厂的市场，张磊的任务是回到老家驻马店，到社区、乡镇、农村去收集、了解普通人的购买决策信息，了解购买渠道、价格敏感度、品牌知名度、美誉度、产品喜好、售后服务，分析消费者购买决策的主要因素。1992年，大二的张磊接触“资本市场”，当时中国南方掀起了一股“炒股”狂热。此时，中国人民大学校园里许多同学对“股票”产生了浓厚兴趣，组建了“证券协会”，财政金融系的老师推荐张磊加入了证券协会。不久，中国人民大学正筹备“股市模拟大赛”，并且吸引了中国中央电视台节目制作人的注意，节目组邀请张磊、演员李玲玉等一起策划了“股市模拟大赛”，在中国中央电视台播出。张磊后来出任中国人民大学第一届试点的学生班主任（1993级国际金融专业学生班）和学生会主席，经常组织学术比赛、文体活动。

### 中国五矿集团
大学毕业，张磊加入中国五矿集团，经常去贵州、云南、四川、青海、宁夏等矿产资源丰富的地区出差，去收集当地的矿产品。在中国五矿集团的出差经历让他了解到了各地风土人情、自然资源、社会特征。当时，张磊的不少同学和朋友都选择出国留学，让他也萌生了去国外留学的想法。

### 留学耶鲁
张磊申请了多所美国大学，7所大学给他发入学批准书(offer)，但是只有耶鲁大学研究生院是唯一给他提供奖学金的。在耶鲁大学，张磊掌握了严谨的分析体系、深入的历史考证方法和完整的思维框架。因耶鲁大学工商管理硕士（MBA）只提供第一年的奖学金，他只好在求学之余勤工俭学，做本科生的助教、教外国人学中文、暑期实习等赚取学费和生活费。
20世纪90年代末，美国互联网掀起信息技术新浪潮，中国也开始追赶美国的脚步，跟他的同学和朋友回国创业一样，张磊选择休学一年回国创业，在北京建立了一家为创业者提供服务的网站——“中华创业网”（SinoBIT）。虽然投资人没有要求归还投资款，但是张磊依然坚持“这些钱一定要还”。因互联网经济泡沫，张磊的“中华创业网”被迫关闭，第一次创业失败让他尝到了商业世界的残酷和互联网企业的无穷潜能。
创业未果后，张磊回到耶鲁大学继续上学，一次去耶鲁投资办公室的实习机会，让他结识了著名投资家大卫·斯文森。在实习期间，张磊的主要工作是研究森林资源，耶鲁投资办公室派遣他出去研究木材、矿业等行业，一点一点收集信息，整理材料，深度调研，最终带着厚厚的报告回到耶鲁投资办公室，这种自下而上的研究方法也被他带入之后建立的“高瓴资本集团”。2002年获得耶鲁大学工商管理硕士和国际关系硕士学位。
在耶鲁大学毕业后，张磊加入全球新兴市场投资基金（Emerging Markets Management）工作，期间出差到南非研究矿产资源。之后，张磊出任纽约证券交易所首任中国首席代表，建立了纽约证券交易所驻香港和北京办事处。

### 高瓴资本集团
2005年6月1日，33岁的张磊成立高瓴资本集团，并且任首席执行官。“高瓴”的中文取自“高屋建瓴”，意思是对事物全面、透彻和长远的了解。为了方便拓展海外事物，又取了一个英文名，灵感来源是耶鲁大学一条叫做（高瓴大道）的街道，在耶鲁大学求学时，张磊经常在这条街道上行走和思考，这条街道也被美国小说家马克·吐温称为“全美最美小路”。张磊喜欢和信任的、熟悉的人一起工作，建立高瓴资本之后，他邀请了中国人民大学的同学和曾经的同事加入，其中一个同学婉拒之后推荐了自己的妻子，她从秘书、投资研究、风险控制、财务、基金运营一路做到了高瓴资本的合伙人。创业之初，张磊的妻子经常来公司帮忙，勤务员、保洁员、收发信件、预定差旅、端茶倒水都做，并且邀请同事的家属们来公司参观。公司从最初5人到30余人，发展到2020年的几百人。
2010年初，他向耶鲁大学管理学院捐赠888万美元，为该学院接收的最大一笔捐款。2010年六月，其公司研究总监石林使张磊亏损超过一亿美元，随后被Hillhouse扫地出门。2011年，捐资建立了中国人民大学高礼研究院，研究院致力于培养具有真正企业家精神的复合型未来领袖人才，他也担任高礼研究院的理事长和中国人民大学董事会副董事长。2016年6月当选为耶鲁大学校董会董事，成为耶鲁大学建校315年来首位中国校友董事。2017年6月，張磊再向母校中國人民大學捐贈3億元人民幣設立高禮基金，並於該校80週年校慶以優秀校友身份發表演講。基金主要用于“支持人民大学教育事业发展，提升学校国际影响力和竞争力，培养具有全球视野的创新型拔尖人才，同时为学校新设创新型交叉学科提供长期资金支持。”
2018年12月，入選“中国改革开放海归40年40人榜单”。2019年12月，他又入选“中国海归70年70人”榜单。
2024年，張磊被曝入籍新加坡。

## 著作
- 《价值》，2020年9月浙江教育出版社发行，分为3大篇章共10个小章节阐述他对投资的思考[33]

## 荣誉
- 2018年12月 入选“中国改革开放海归40年40人”榜单
- 2019年12月 入选“中国海归70年70人”榜单
- 2021年2月 入选“2020十大经济年度人物”（第一财经、新浪财经、吴晓波频道主办）